# 大村友貴美
大村 友貴美（おおむら ゆきみ、1965年4月22日 - ）は、日本の小説家、推理作家、歴史小説作家。

## 略歴
岩手県釜石市出身。中央大学文学部史学科卒業。
2003年、第23回の横溝正史ミステリ大賞(2019年の第39回から、横溝正史ミステリ＆ホラー大賞へ名称変更)で最終候補に残るが、同回は受賞作なし。2007年、『首挽村の殺人』で第27回の同賞の大賞を受賞し作家デビュー（桂美人の『ロスト・チャイルド』と同時受賞）。受賞作は綾辻行人に絶賛され、「21世紀の横溝正史」のキャッチコピーが付けられた。
『首挽村の殺人』、『死墓島の殺人』、『霧の塔の殺人』の3作は故郷の岩手県が舞台となっている。
デビュー作が「現代的な問題を抱えた地方社会を舞台に横溝世界を(２Ⅰ世紀に)甦らせた」といわれるように、その後も現代社会の宿痾に注視し、社会問題をベースとした作品を書いている。中でも、横溝色がない『犯罪に向かない男』、『存在しなかった男』は、社会派推理小説である。
『前世探偵カフェ・フロリアンの華麗な推理』は、東日本大震災をきっかけに生まれた作品。震災後の5月、岩手県在住の12人の作家が印税を義援金にしようと、既に発表した自作短編を提供し、『12の贈り物 東日本大震災支援岩手県在住作家自選短編集』を刊行することになった。書き下ろしにしなかったのは、一刻も早く刊行するためといわれる。しかし、大村には短編作品がなかったため、急遽「キサブロー、帰る」を執筆。デジタル野性時代に掲載されたのち、『12の贈り物』へ提供された。その後、「キサブロー、帰る」のコンセプトに沿って4編を執筆し、『前世探偵カフェ・フロリアンの華麗な推理』が刊行された。
歴史に造詣が深く、日本史、世界史等の事件や時代を題材にした作品も多い。『前世探偵カフェ・フロリアンの華麗な推理』の「僕が殺された日」「虐げられた男は逆襲する」「また逢う日まで」の3編、『奇妙な遺産 村主准教授のミステリアスな講座』の全5編、『梟首の遺宝』ではアンボイナ事件と隠れキリシタンを、『緋い川』は明治時代の医療ものである。
2020年6月、文芸誌「北の文学」の編集委員に就任。81号(2020年11月28日発行)から選考にあたる。編集委員就任を発表した岩手日報の記事では、「因習に支配された島や山村を舞台にしたミステリーをはじめ、『犯罪に向かない男』『存在しなかった男』『緋(あか)い川』など地方が抱える問題を織り込んだ社会派ミステリーを中心に活躍」と紹介されている。

## 作品リスト
- 『首挽村の殺人』（受賞時「血ヌル里、首挽村」）
  - 2007年6月29日発売、角川書店、ISBN 978-4-04-873784-5
  - 2009年9月25日発売、角川文庫、ISBN 978-4-04-394306-7
- 『死墓島の殺人』
  - 2008年8月28日発売、角川書店、ISBN 978-4-04-873878-1
  - 2010年9月25日発売、角川文庫、ISBN 978-4-04-394362-3
- 『霧の塔の殺人』
  - 2009年9月18日発売、角川書店、ISBN 978-4-04-873981-8
  - 2011年9月23日発売、角川文庫、ISBN 978-4-04-394473-6
- 『共謀』
  - 2010年9月25日発売、角川書店、ISBN 978-4-04-874118-7
  - 2013年1月25日発売、角川文庫、ISBN 978-4-04-100473-9 「犯罪に向かない男 警視庁捜査 - 課田楽心太の事件簿」に改題
- 『存在しなかった男』
  - 2011年9月22日発売、角川書店、ISBN 978-4-04-874254-2
  - 2013年9月25日発売、角川文庫、ISBN 978-4-04-100983-3 「存在しなかった男 警視庁捜査 - 課田楽心太の事件簿」に改題
- 『前世探偵カフェ・フロリアンの華麗な推理』
  - 2012年12月26日発売、角川書店、ISBN 978-4-04-110361-6
  - 2014年4月25日発売、角川文庫、ISBN 978-4-04-101319-9
- 『奇妙な遺産 村主准教授のミステリアスな講座』
  - 2014年9月18日発売、光文社、ISBN 978-4-334-92969-5
  - 2017年9月8日発売、光文社文庫、ISBN 978-4-334-77526-1
- 『梟首の遺宝』（連載時「ガーディアン」）
  - 2016年9月1日発売、KADOKAWA、ISBN 978-4-04-104484-1
- 『緋い川』
  - 2019年7月17日発売、光文社、ISBN 978-4-334-91295-6
- 『南蛮の絆 多聞と龍之進』 (連載時「双樹、戦ぐ」)
  - 2022年5月19日発売、双葉社、ISBN 978-4-575-24517-2

アンソロジー
「」内が大村友貴美の作品
- 『12の贈り物 東日本大震災支援岩手県在住作家自選短編集』「キサブロー、帰る」
  - 2011年8月発売、荒蝦夷、ISBN 978-4904863145
- 『あの日から 東日本大震災鎮魂岩手県出身作家短編集』「スウィング」
  - 2015年10月11日発売、岩手日報社、ISBN 978-4872014150

新聞紙面掲載
- 「ガーディアン」、岩手日報文化面、2014年5月1日～2015年5月6日連載
  - 単行本化に際し、『梟首の遺宝』と改題

雑誌紙面掲載
- 「奇妙な遺産」、小説宝石(光文社)、2011年12月号
- 「聖なる殺人の書」。小説宝石(光文社)、2013年8月号
- 「永遠のトレジャーハンター」、小説宝石(光文社)、2013年12月号別冊付録
- 「ブラッディ・ウーマン」、小説宝石(光文社)、2014年4月号
  - 上記4編と書き下ろし「エデンの蛇」を加え、『奇妙な遺産 村主准教授のミステリアスな講座』刊行
- 「スウィング」、小説すばる(集英社)、2015年９月号
  - 『あの日から 東日本大震災鎮魂岩手県出身作家短編集』に掲載。
- 「太陽にふれる月」、小説すばる(集英社)、2016年２月号～2017年4月号連載
- 「緋い川」、小説宝石(光文社)、2017年8月～2018年9月号連載

WEB文芸誌掲載
- 「キサブロー、帰る」、デジタル野性時代(角川書店)、2011年第7号
- 「ロスト・ヴィレッジ」、デジタル野性時代(角川書店)、2012年2月号
- 「僕が殺された日」、デジタル野性時代(角川書店)、2012年4月号 
  - 上記3編と書き下ろし「虐げられた男は逆襲する」「また逢う日まで」2編を加え、『前世探偵カフェ・フロリアンの華麗な推理』刊行
- 「双樹、戦ぐ」、Web文芸マガジンCOLORFUL・カラフル(双葉社)、2020年6月10日分vol.288～2021年7月10日分vol.314連載
  - 単行本化に際し、『南蛮の絆　多聞と龍之進』と改題